# لیم اون کیونگ
لیم اون کیونگ (کره‌ای: 임은경؛ زادهٔ ۷ ژوئیه ۱۹۸۴) بازیگر اهل کره جنوبی است. لیم در ابتدا به عنوان «تی‌تی‌ال گرل» در مجموعه تبلیغات اس‌کی تلکام به شهرت رسید و سپس حرفه بازیگری را دنبال کرد. او در فیلم‌های رستاخیز دخترک کبریت‌فروش و دول مستر ایفای نقش کرده‌است.

## فیلم‌شناسی

### مجموعه تلویزیونی
| سال  | عنوان             | نقش           | شبکه    | توضیحات   |
| ---- | ----------------- | ------------- | ------- | --------- |
| ۲۰۰۳ | بادیگارد          | نا یونگ       | کی‌بی‌اس۲ |           |
| ۲۰۰۵ | !Exclamation Mark | مجری          | ام‌بی‌سی  |           |
| ۲۰۰۵ | عشق رنگین‌کمانی    | کیم اون کیونگ | ام‌بی‌سی  | [ ۱ ]     |
| ۲۰۰۶ | بیمه دوست‌داشتنی   | تونگ شین‌یوان  | یوکو    | درام چینی |